# القافلة (مجلة)
مجلة القافلة (سابقًا: قافلة الزيت) هي مجلة سعودية ثقافية، تصدر كل شهرين عن شركة أرامكو السعودية. صدر العدد الأول منها عام 1953م. تُوزَّع المجلة مجاناً على موظفي الشركة وعلى القراء من داخل المملكة العربية السعودية أو خارجها. تُعد القافلة مِن أقدم المجلات الثقافية العلمية في المملكة، ومجلداتها موسوعة علمية يعود إليها الطالب، والباحث، والعالم. ويُطبع مِنها كُل شهرين أكثر مِن 65 ألف نسخة.

## التاريخ
- أصدرت أرامكو في 19 ديسمبر، 1951م عدداً تجريبياً مِن «مجلة الأحداث»، وطُبع مِنها ثلاث أعداد على الآلة الكاتبة. ثم في أغسطس تغير اسمها إلى «الحوادث».
- في أكتوبر 1953م، صدر أول عدد مِن المجلة باسم «قافلة الزيت» في شهر صفر من عام 1373هـ/1953م، وكانت تُطبع في بيروت بلبنان حتى شهر جمادي الثانية من عام 1384هـ/سبتمبر 1965م حيث نُقلت طباعتها إلى الدمام[2]، وكانت تكتب في البداية بطريقة صف الحروف - وهي طريقة رسم يدوية - مِن 16 صفحة مع الغلافين الأمامي، والخلفي، وفي نفس العام في شهر ديسمبر زادت عدد ألوان الطباعة لون فأصبحت ثلاثة ألوان. كانت المجلة تُطبَع في «مطبعة الشرق الأوسط للتصدير» في بيروت. وكان رئيس تحريرها وقتئذ حافظ البارودي، وسكرتير التحرير ألبرت أردلا.[3]
- في أغسطس 1954م أصبحت المجلة تُطبع بالكتابة عن طريق القوالب، وبمناسبة انتهاء العام الهجري 1373هـ صدر عدد خاص مِنها يروي قصة أرامكو العربية الأمريكية في المملكة. ثم صدر عدد سبتمبر وأكتوبر مِن نفس العام في عدد واحد. وفي نوفمبر 1954م بدأ في تحرير مقالات المجلة الأدباء والمفكرين، منهم: العقاد محمود تيمور، ومحمد حسنين هيكل وحمد الجاسر ومارون عبود وسعيد عقل وآخرون. وفي مايو 1955م أصبح رئيس تحرير المجلة شكيب الأموي، وزاد عدد صفحاتها إلى 28 صفحة بالغلافين.[3]
- في أغسطس 1957م استخدمت الصورة الملونة بأربعة ألوان في الغلاف الأمامي للمجلة. وفي مايو 1959م صدر العدد يحمل أسماء أعضاء التحرير على تِلك الطريقة: مدير الصحيفة: سيف الدين عاشور، ورئيس التحرير: شكيب الأموي، المحرر المشرف: عبد العزيز مؤمنة. وظلت المجلة تُطبع في بيروت حتى يوليو مِن عام 1964م.[3]
- في سبتمبر وأكتوبر مِن عام 1969م صدر عدد خاص ملون بألوان كاملة عن المملكة العربية السعودية مع صور منفصلة ملونة للملك فيصل بن عبد العزيز، وزعت هدية مع العدد بمناسبة اليوم الوطني للمملكة.
- في فبراير/ مارس مِن عام 1972م صدر عدد خاص عن مشاريع التنمية في المنطقة الشرقية بمناسبة زيارة الملك فيصل للمنطقة. وفي أغسطس/ سبتمبر مِن نفس العام أصبح عبد الله صالح جمعة المدير المسؤول عن المجلة، وصدر عدد ملون عن التعليم.
- في مايو/يونيو مِن عام 1983م تغير اسم المجلة مِن «قافلة الزيت» إلى مجلة «القافلة».
- عام 1984م صدر عدد خاص بمناسبة مرور 50 عام على إنشاء ارامكو السعودية.
- في يناير/ فبراير مِن عام 1985م بدئ بطباعة أعداد المجلة في مطابع الوفاء بالدمام. ثم في سبتمبر 1987م صدر عدد خاص بمناسبة مرور 35 سنة على صدور أول عدد مِن مجلة القافلة. وفي عام أغسطس/سبتمبر مِن عام 1991م صدر عدد خاص بمناسبة مرور 40 عام على صدور القافلة.[3]
- مِن إبريل إلى أغسطس من عام 2002م توقفت القافلة لمدة خمس أشهر، وجرت خلال هذه الفترة دراسة شاملة لتطويرها. ثم عادت بعدد خاص في سبتمبر/أكتوبر مِن عام 2002م بمناسبة مرور 50 عاماً على صدورها.[3] في مارس2003م تم تحويلها مِن مجلة شهرية إلى مجلة تصدر كُل شهرين، وزادت عدد صفحاتها إلى 102 صفحة. وبدأت تُطبع في جدة.[3]
- واشتهرت القافلة مِن بين المشاريع الثقافية الإعلامية العربية، خصوصاً في السعودية. فقد استقطبت عدداً مِن الكتاب الكبار مثل: العقاد، ومازني وجبران، والخوري، وعبد القدوس الأنصاري، وعمر أبو ريشة، كذلك ابن إدريس، وحسن قرشي، وأحمد رامي، وطاهر زمخشري، وبشارة الخوري، وغازي القصيبي في بداياته. وكانت تنقل مقالات لطه حسين، والبارودي، والجواهري، وجميل علوش، ويوسف نوفل وآخرين كُثر.[3]

## هيئة التحرير

### رؤساء التحرير
- حافظ البارودي (1953م)
- شكيب الأموي (مايو 1955م)
- سيف الدين عاشور (مايو 1959م)
- منصور مدني (مايو 1967م)
- عبد الله حسين الغامدي (يناير1978م)
- عبد الله الخالد (سبتمبر1989م)
- عصام زين العابدين توفيق (مايو1999م)[4]
- محمد طحلاوي (فبراير 1993م)
- محمد العصيمي (مارس 2003م)
- الشاعر محمد الدميني ( من 2009م إلى سبتمبر 2018م).[3][5]
- بندر الحربي (من سبتمبر 2018م إلى يناير 2022م)[6][7]

## وصلات خارجية
- موقع مجلة القافلة الرسمي.
- قائمة مفهرسة بكتاب مجلة القافلة.
- مقالة عن مجلة القافلة في مجلة الواحة.
- جدول زمني لتطورات المجلة مع السنوات.